# 더 클라우드 (용산)
더 클라우드(영어: The Cloud)는 대한민국 서울특별시 용산구 이촌동 용산국제업무지구에 들어설 건물이었다. 주거의 A동, B동으로 구성될 예정이며 사업 좌초로 이 건물도 취소됐다.

## 같이 보기
- 대한민국의 마천루 목록
- 아시아의 마천루 목록
- 서울특별시의 마천루 목록